# Saint-Pierre-d'Entremont (Isère)
Pour les articles homonymes, voir Saint-Pierre-d'Entremont.
Saint-Pierre-d'Entremont est une commune française située dans le département de l'Isère en région Auvergne-Rhône-Alpes.
La commune se trouve dans le parc naturel régional de Chartreuse. C'est une commune rurale de montagne. Elle forme une seule agglomération avec la commune de Saint-Pierre-d'Entremont en Savoie dont elle est séparée par le Guiers, rivière marquant la limite entre les deux départements. La commune fait partie de la communauté de communes Cœur de Chartreuse.

## Géographie
La commune se situe au cœur du massif de la Chartreuse à 25 kilomètres à vol d'oiseau au nord-est de Grenoble, à 17 kilomètres au sud-ouest de Chambéry et à 20 kilomètres à l'est de Voiron. Elle est située dans la communauté de communes Cœur de Chartreuse.
Le territoire de Saint-Pierre-d'Entremont  occupe une vaste superficie au sein du parc naturel régional de Chartreuse (32,31 km2) ce qui lui permet d'offrir aux visiteurs un paysage contrasté. Ce paysage s'ouvre sur un vallon orienté nord/sud au fond duquel s'écoule le ruisseau de l'Herbetant. De part et d'autre du cours d'eau d’importants secteurs de forêts côtoient des secteurs de prairies.

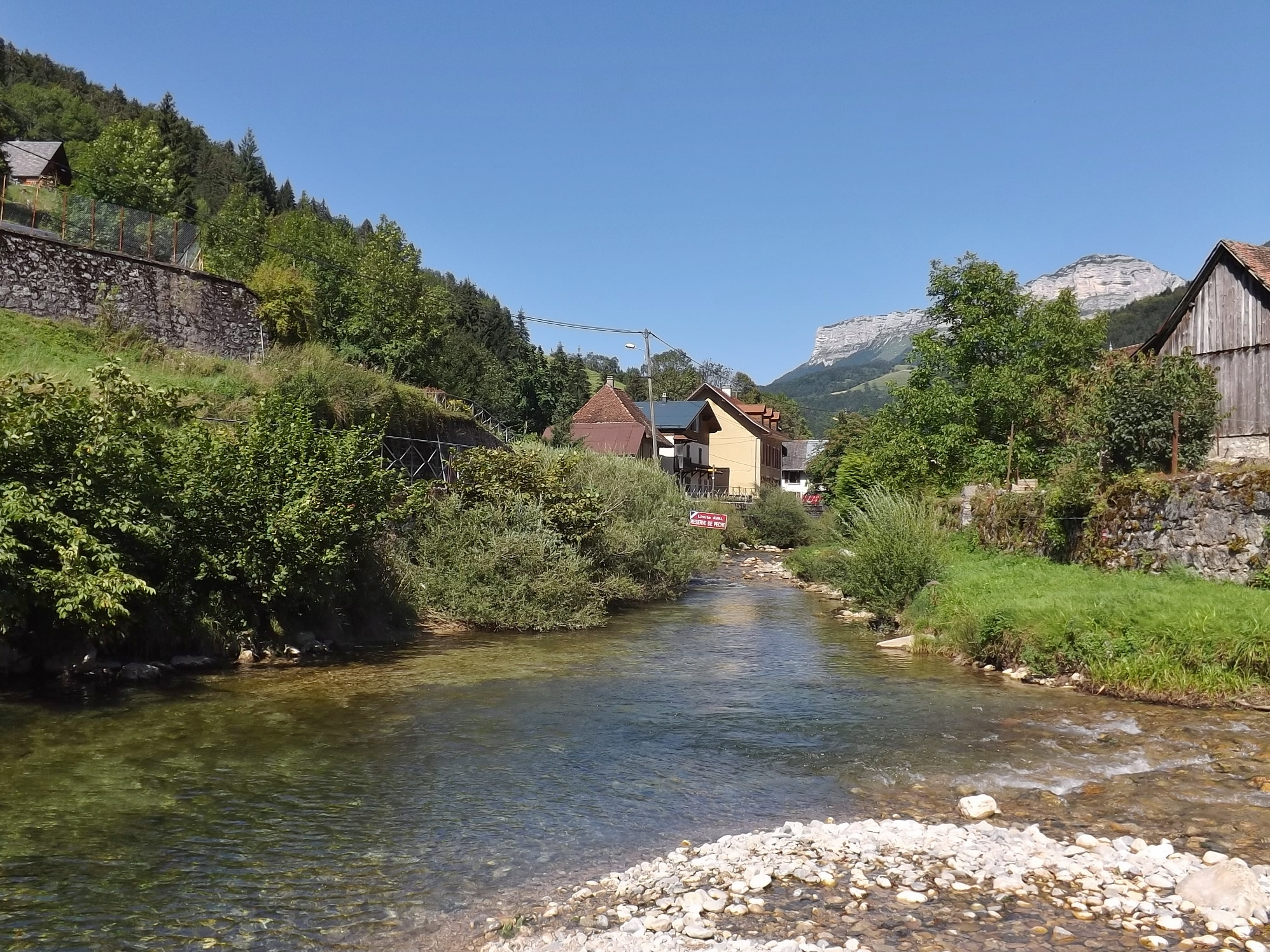
La confluence entre le Cozon e le Guiers Vif.

D'un point de vue altimétrique, le village possède une amplitude de 1 449 mètres ; le point le plus haut de la commune se situe à 2 047 mètres au niveau des Lances de Malissard. Les autres reliefs remarquables de la commune sont les Rochers des Eparres (1 639 mètres), du Pas Dinay (1 402 mètres), les Crêtes des Aures (1 658 mètres), les Roches Rousses (1 704 mètres) et la Dent de l'Ours (1 820 mètres). La plupart des pentes de ces reliefs sont recouvertes de forêts.
Au sud l'arrivée sur la commune de Saint-Pierre-d'Entremont se fait par le col du Cucheron (1 139 mètres), qui sépare ainsi la commune de sa voisine, Saint-Pierre-de-Chartreuse. Au nord, la commune s'ouvre sur la cluse du Guiers Vif qui fait fonction de limite départementale entre l'Isère et la Savoie. Le Guiers Vif, qui est ici sous la forme d'un torrent, prend naissance 5 kilomètres en amont au niveau du cirque de Saint-Même. Le Nant (ou Herbetan) est l'autre ruisseau principal qui traverse la commune.
Au niveau hydrographique, plusieurs autres ruisseaux sillonnent le territoire communal de Saint-Pierre-d'Entremont-en-Chartreuse. Les deux plus importants sont le Malissard et l'Yvernon qui se rejoignent au niveau du hameau de Saint-Philibert pour donner naissance à l'Herbetant. D'autres petits ruisseaux comme le Nant et la Grenaz viendront ensuite gonfler les rangs. Très tôt ces eaux furent exploitées afin d'en tirer une énergie hydraulique notamment pour l'industrie meunière.
L’habitat est réparti en petits hameaux. Ils sont implantés principalement dans le vallon et sur ses pourtours, dans des zones découvertes. Le chef-lieu quant à lui se situe sur la limite nord de la commune au carrefour de la cluse du Guiers Vif et du vallon du Cozon.

### Sites géologiques remarquables
Le cirque de Saint-Même, la source et les cascades du Guiers-Vif composent un site géologique remarquable de 35,73 hectares. En 2014, ce site d'intérêt géomorphologique est classé « deux étoiles » à l'« Inventaire du patrimoine géologique ».

### Hameaux et Lieux-dits
Sur le flanc est :
- le Petit Chenevey
- le Grand Chenevey
- les Vassaux
- les Cloitres
- Saint-Philibert

Sur le flanc ouest :
- Combes - Préversin
- les Bas
- le Villard
- les Reys
- les Arragons
- le Château
- le Planolet

### Communes limitrophes
|                                     | Saint-Pierre-d'Entremont (Savoie)  | Sainte-Marie-du-Mont (Isère)       |
| Saint-Christophe-sur-Guiers (Isère) | Saint-Pierre-d'Entremont (Isère)   | Plateau-des-Petites-Roches (Isère) |
|                                     | Saint-Pierre-de-Chartreuse (Isère) |                                    |

### Voies de communication et transports

#### Voies de communication
La commune est notamment desservie par deux routes départementales qui la traversent du nord au sud, les routes départementales D 512 (ancienne route nationale 512) et D 102b. Ces deux routes sont parallèles et permettent de desservir les principaux lieux-dits de la commune. Au sud la D 512 passe par le col du Cucheron et dessert Saint-Pierre-de-Chartreuse. Au nord elle passe par Saint-Pierre-d'Entremont (Savoie) et devient la D 912 d'où elle joindra Chambéry. Une troisième route principale, la route départementale D 520c, traverse le nord de la commune d'est en ouest en suivant le cours du torrent Guiers. Cette route permet de rallier le Cirque de Saint-Même et la commune de Saint-Christophe-sur-Guiers.
Le réseau secondaire est peu développé et n'est constitué que de quelques voies permettant de desservir les hameaux du village. La plupart se terminent en chemins forestiers.

#### Transports
Le village est desservi par la ligne de bus T44 du Réseau interurbain de l'Isère. Cette ligne relie Saint-Pierre-d'Entremont aux Échelles et à Entre-Deux-Guiers et propose 23 points d'arrêt sur la commune. Elle propose aussi une correspondance avec la gare routière de Saint-Laurent-du-Pont.

### Climat
Pour des articles plus généraux, voir Climat d'Auvergne-Rhône-Alpes et Climat de l'Isère.
En 2010, le climat de la commune est de type climat de montagne, selon une étude du Centre national de la recherche scientifique s'appuyant sur une série de données couvrant la période 1971-2000. En 2020, Météo-France publie une typologie des climats de la France métropolitaine dans laquelle la commune est exposée à un climat de montagne ou de marges de montagne et est dans la région climatique Alpes du nord, caractérisée par une pluviométrie annuelle de 1 200 à 1 500 mm, irrégulièrement répartie en été.
Pour la période 1971-2000, la température annuelle moyenne est de 9,5 °C, avec une amplitude thermique annuelle de 17,8 °C. Le cumul annuel moyen de précipitations est de 1 450 mm, avec 10,4 jours de précipitations en janvier et 8,6 jours en juillet. Pour la période 1991-2020, la température moyenne annuelle observée sur la station météorologique de Météo-France la plus proche, « St-Pierre-les Egaux », sur la commune de Saint-Pierre-de-Chartreuse à 9 km à vol d'oiseau, est de 8,7 °C et le cumul annuel moyen de précipitations est de 1 787,2 mm,. Pour l'avenir, les paramètres climatiques de la commune estimés pour 2050 selon différents scénarios d'émission de gaz à effet de serre sont consultables sur un site dédié publié par Météo-France en novembre 2022.

## Urbanisme

### Typologie
Au 1er janvier 2024, Saint-Pierre-d'Entremont est catégorisée commune rurale à habitat dispersé, selon la nouvelle grille communale de densité à sept niveaux définie par l'Insee en 2022.
Elle est située hors unité urbaine et hors attraction des villes,.

### Occupation des sols
L'occupation des sols de la commune, telle qu'elle ressort de la base de données européenne d’occupation biophysique des sols Corine Land Cover (CLC), est marquée par l'importance des forêts et milieux semi-naturels (89,3 % en 2018), une proportion sensiblement équivalente à celle de 1990 (89,4 %). La répartition détaillée en 2018 est la suivante : 
forêts (79,4 %), prairies (9,6 %), espaces ouverts, sans ou avec peu de végétation (7,4 %), milieux à végétation arbustive et/ou herbacée (2,5 %), zones urbanisées (1,1 %). L'évolution de l’occupation des sols de la commune et de ses infrastructures peut être observée sur les différentes représentations cartographiques du territoire : la carte de Cassini (XVIIIe siècle), la carte d'état-major (1820-1866) et les cartes ou photos aériennes de l'IGN pour la période actuelle (1950 à aujourd'hui).

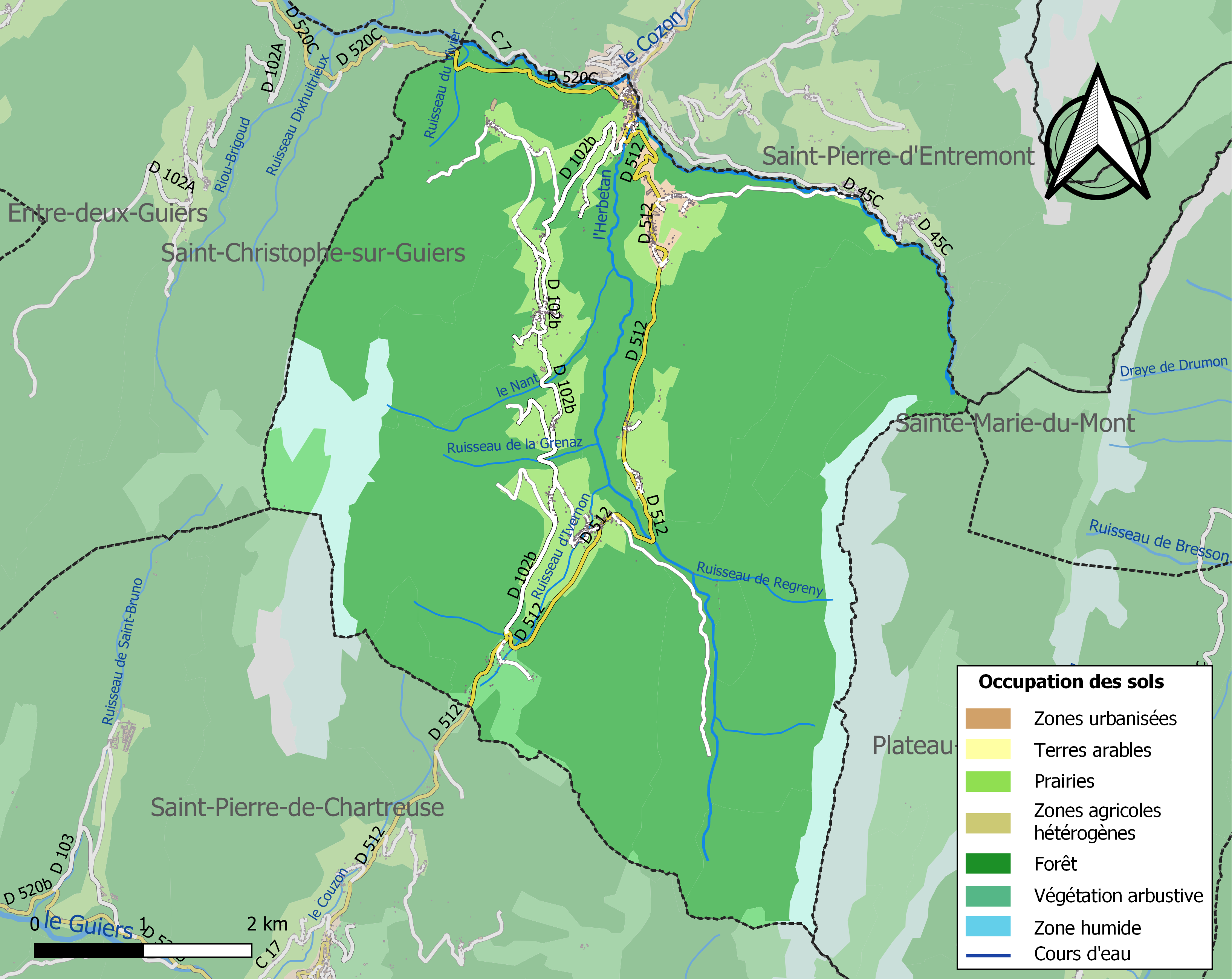
Carte des infrastructures et de l'occupation des sols de la commune en 2018 (CLC).

## Toponymie
La première partie du nom de la commune Saint-Pierre fait évidemment référence au premier apôtre de Jésus. Entremont tire son nom de la situation géographique du village. Celui-ci se situe entre les montagnes du Grand Som et de la Dent de l'Ours à l'ouest et des Lances de Malissard à l'est. La commune se situe donc entre les montagnes, inter montes en latin, qui par contraction donnera Entremont,.

## Histoire
La présence humaine sur le territoire de la commune de Saint-Pierre-d'Entremont remonte au néolithique. C'est l'archéologue Hippolyte Müller qui décela en 1908 les preuves de cette occupation humaine en mettant au jour des silex au niveau du col de Bovinant. Il réalisa par la suite de nombreux sondages sur le terrain et mit au jour, outre ces outils lithiques, de nombreux tessons de céramiques gallo-romaines ainsi que des clous et des charbons de bois. Selon l'archéologue, ce site de Bovinant aurait pu être un atelier de taille néolithique et un foyer temporaire protohistorique et gallo-romain lors des belles saisons.
Au début de XIIIe siècle, un seul château aurait été érigé dans la vallée des Entremonts. Il s'agissait du château des Teppaz détenu par Guillaume d’Entremont. Au fil des guerres delphino-savoyardes, les propriétaires de ce château furent tantôt les vassaux des dauphins, tantôt ceux des comtes de Savoie. Quelques années plus tard, en 1314, Amédée V de Savoie ratifia le siège du château par le traité de Villard-Benoît. Durant la même période fut décidée la construction du château du Gouvernement entre 1306 et 1339. Ce dernier est situé en terre dauphinoise afin de mieux contrôler la frontière delphino-savoyarde. Puis en 1345, Guillaume d'Entremont témoigne de son respect et de son admiration au dauphin Humbert II en lui rendant hommage.
Au Moyen Âge, Saint-Pierre-d'Entremont forme une grande paroisse qui compte les actuelles communes iséroises et savoyardes de Saint-Pierre-d'Entremont. La paroisse comptait environ 70 feux en 1399, 110 en 1497 et 160 en 1561. Cela dura jusqu'en 1825, où la commune de Saint-Pierre-d'Entremont (Savoie) fut érigée en paroisse dépendant de l’archevêché de Savoie.
Les conflits delphino-savoyards durant cette période de l'histoire étaient toujours vivaces et portaient notamment sur les frontières des deux territoires. Ce ne fut qu'en 1355 et à la suite du traité de Paris que le conflit prit fin. Celui-ci fixa le Guiers comme limite entre les deux provinces. Mais il ne fut pas précisé de quel cours du Guiers il s’agissait, Guiers Mort ou Guiers Vif, ce qui laissa le flou encore quelques années.
Ce ne fut qu'en 1760, à la suite du traité de Turin, que la limite fut fixée au niveau du Guiers Vif séparant ainsi la Savoie, partie intégrante du royaume de Sardaigne, du Dauphiné. Le village de Saint-Pierre-d'Entremont est ainsi à cette époque sur la frontière de la France et est scindé en deux. Le procès-verbal du 4 avril 1761 met en place un bornage afin de représenter la frontière. Celui-ci sera obsolète en 1792 à la suite de l'annexion de la Savoie à la France. Puis au début du XIXe siècle, en 1815, la Savoie est de nouveau rattachée au Piémont et les bornes posées en 1761 sont rétablies en 1825 à la suite du procès-verbal de Lyon et par décision commune des gouvernements de Paris et de Turin. Le village fut ainsi à plusieurs reprises une frontière entre la France et le royaume de Sardaigne. À l'époque, cette position frontalière contribua grandement au développement de la contrebande dans la région. En effet, malgré de nombreux postes de douane le Guiers Vif est un torrent facilement franchissable, permettant d'éviter ainsi les contrôles.
En 1860, la Savoie est rattachée à la France. Cet événement désenclavera la vallée des Entremonts. En effet à partir de cette date les infrastructures routières se développent. Puis viennent à l'entre-deux-guerres l'arrivée des premiers transports en commun afin de répondre à une demande touristique de plus en plus importante. La vallée vit arriver plusieurs lignes dont Saint-Pierre-d’Entremont ↔ les Echelles en 1921, Saint-Pierre-d’Entremont ↔ Entremont-le-Vieux en 1930 et Saint-Pierre-d’Entremont ↔ Chambéry en 1934. En outre, La vallée de Saint-Pierre-d'Entremont (Isère) fut pendant longtemps isolée car difficile d'accès et les infrastructures viaires mirent du temps à se développer. En outre, la commune fut rattachée à la communauté de communes de la Vallée des Entremonts de 2002 à 2013. Depuis 2014, la commune est rattachée à la communauté de communes Cœur de Chartreuse.

### Administration municipale

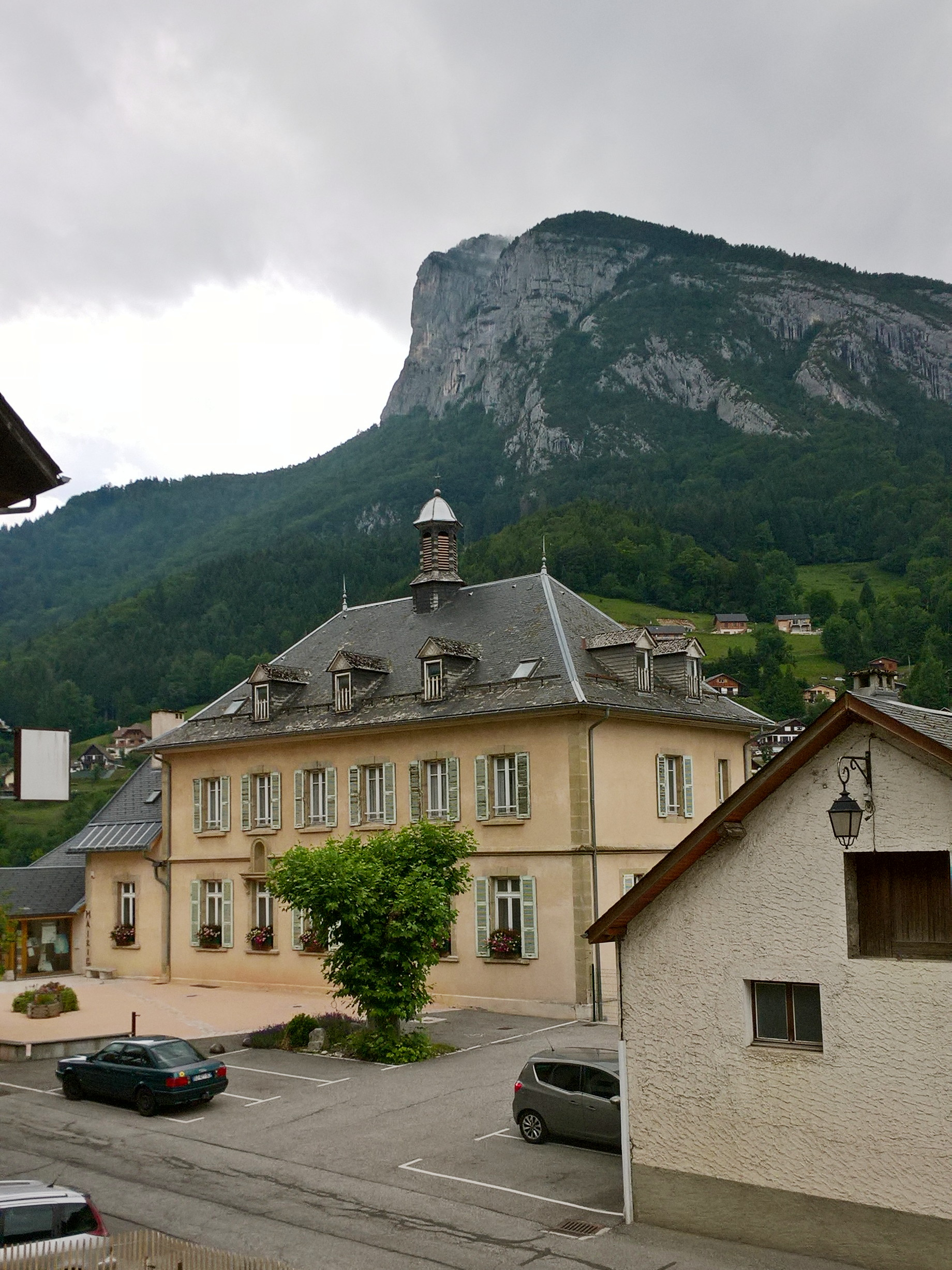
Mairie.

## Politique et administration

### Liste des maires
| Période                                                           | Période        | Identité        | Étiquette | Qualité   |
| ----------------------------------------------------------------- | -------------- | --------------- | --------- | --------- |
| Attention : Les données des deux lignes suivantes sont à vérifier |                |                 |           |           |
| Année inconnue                                                    | Année inconnue | M. Veyron       |           |           |
| Année inconnue                                                    | Année inconnue | Joseph Sourd    |           |           |
| mars 1947                                                         | mars 1971      | Marcel Jacquet  |           |           |
| mars 1971                                                         | mars 1989      | Bernard Garavel |           |           |
| mars 1989                                                         | mars 2001      | Gérard Bandet   |           |           |
| mars 2001                                                         | 2020           | Jean-Paul Petit | DVD       | Ingénieur |
| 2020                                                              | En cours       | Marc Gautier    |           |           |

## Population et société
Ses habitants sont appelés les Entremondins,.

### Démographie
L'évolution du nombre d'habitants est connue à travers les recensements de la population effectués dans la commune depuis 1793. Pour les communes de moins de 10 000 habitants, une enquête de recensement portant sur toute la population est réalisée tous les cinq ans, les populations de référence des années intermédiaires étant quant à elles estimées par interpolation ou extrapolation. Pour la commune, le premier recensement exhaustif entrant dans le cadre du nouveau dispositif a été réalisé en 2007.

En 2022, la commune comptait 576 habitants, en évolution de +2,13 % par rapport à 2016 (Isère : +3,07 %, France hors Mayotte : +2,11 %).
| 1793 | 1800  | 1806  | 1821  | 1831  | 1836  | 1841  | 1846  | 1851  |
| ---- | ----- | ----- | ----- | ----- | ----- | ----- | ----- | ----- |
| 771  | 1 063 | 1 102 | 1 116 | 1 456 | 1 516 | 1 520 | 1 564 | 1 433 |

| 1856  | 1861  | 1866  | 1872  | 1876  | 1881  | 1886  | 1891  | 1896  |
| ----- | ----- | ----- | ----- | ----- | ----- | ----- | ----- | ----- |
| 1 269 | 1 161 | 1 126 | 1 127 | 1 188 | 1 138 | 1 073 | 1 054 | 1 023 |

| 1901  | 1906 | 1911 | 1921 | 1926 | 1931 | 1936 | 1946 | 1954 |
| ----- | ---- | ---- | ---- | ---- | ---- | ---- | ---- | ---- |
| 1 004 | 894  | 856  | 723  | 706  | 703  | 705  | 651  | 563  |

| 1962 | 1968 | 1975 | 1982 | 1990 | 1999 | 2006 | 2007 | 2012 |
| ---- | ---- | ---- | ---- | ---- | ---- | ---- | ---- | ---- |
| 503  | 505  | 440  | 459  | 443  | 478  | 555  | 565  | 557  |

| 2017 | 2022 | - | - | - | - | - | - | - |
| ---- | ---- | - | - | - | - | - | - | - |
| 571  | 576  | - | - | - | - | - | - | - |

Plusieurs phases sont observables au niveau démographique sur le village. Le XIXe siècle fut une phase d'expansion et de stabilisation, la commune a toujours compté durant cette période un minimum de 1 000 habitants. Le pic étant atteint en 1846 avec un total de 1 564 habitants. Puis à partir de cette période suivit une phase de déclin démographique. À Saint-Pierre-d'Entremont comme ailleurs en France c'est l'exode rural. Cette baisse de la population s'observe jusqu'au début des années 1980 et ce n'est qu'à partir des années 1990 que la population se stabilise. Ces dernières années la population croît de nouveau du fait de la proximité des villes comme Grenoble et Chambéry et de l'inflation immobilière qui y règne. Ainsi de nombreux citadins n’hésitent plus à venir profiter des nombreux attraits de la vie à la campagne.

### Enseignement
Il est à noter qu'il n'y a pas, et n'a pas eu, d'école publique du côté isérois. Les enfants de la commune doivent donc traverser le Guiers et se rendre du côté savoyard pour aller à l'école primaire. Par contre la commune iséroise a compté jusqu'à quatre écoles libres, deux au niveau du chef-lieu (une pour les filles et une pour les garçons) et deux dans les hameaux éloignés du village, notamment au Villard et à Saint-Philibert. L'école de Saint-Philibert qui comprenait deux classes possédait une architecture classique des mairies-écoles construites pendant la troisième République à la suite de la promulgation entre 1880 et 1882 des lois Jules Ferry. L'école du Villard quant à elle n'était composée que d'une seule classe en rez-de-chaussée, à l'étage se trouvait l'appartement de l'instituteur. Rien ne distinguait ce bâtiment des maisons d'habitations qui le jouxtaient. Toutes ces écoles sont fermées de nos jours notamment à cause de l'exode rural, et de la présence d'établissements scolaires dans le côté savoisien de Saint-Pierre-d'Entremont.

### Sports
- Canoé et rafting sur le Guiers Vif.
- Deux courts de tennis extérieurs.

### Médias

#### Chaînes de télévision
France 3 et sa station régionale France 3 Alpes, peuvent parfois relater les faits de vie de la commune.

#### Stations de radio
La commune est couverte par des antennes locales de radios dont France Bleu Isère et Radio Couleur Chartreuse (diffusée sur 98,4 MHz ou 106 MHz).

### Cultes
L'actuel hameau de Saint-Philibert était autrefois une paroisse à part entière. Cela explique pourquoi on trouve de nos jours deux églises et deux cimetières sur la commune. Autrefois une manifestation rythmait la vie religieuse du pays. Il s'agissait du pèlerinage à la Vierge Noire de Myans. Il regroupait les paroissiens de la vallée d'Entremont qui partaient ensuite à pied pour regagner ce lieu de culte. Cette procession est attestée depuis la fin du XVIIe siècle.

## Économie
Le commune fait partie de l'aire géographique de production et transformation du « Bois de Chartreuse », la première AOC de la filière Bois en France,.

### Secteur primaire
La commune de Saint-Pierre-d'Entremont a depuis toujours connu une activité agro-pastorale très forte. Les paysans cultivaient principalement des céréales, qui étaient la base de l'agriculture préalpine. Ainsi les habitants de cette vallée semaient de l'avoine, du froment, de l'orge et du seigle sur les contreforts des montagnes. Au XIXe siècle la culture dominante était celle de l'avoine. Un siècle plus tard ce fut celle du froment qui la supplanta.
Une autre activité était dominante jusqu'à l'entre-deux-guerres, il s'agissait de l'élevage de "melons". Les "melons" étaient des bœufs de petite taille bien adaptés à la vie en montagne et utilisés pour les travaux des champs. La vallée des Entremonts avait fait de cet élevage sa spécialité. Les jeunes bœufs étaient achetés dans la vallée de la Maurienne ou de la Tarentaise afin d'être engraissés durant l'hiver dans les Entremonts. Ils étaient ensuite revendus afin de travailler dans les vignobles voisins de la cluse de Chambéry ou dans le haut-Grésivaudan. Mais la mécanisation des travaux des champs conduisit à la disparition de cette spécialité entremondoise.
De nos jours et depuis les années 1950, le nombre d'agriculteurs n'a cessé de diminuer. Ceci a eu pour conséquence l'extension de la forêt qui reprend peu à peu des terrains autrefois destinés à l'agriculture. Aujourd'hui la plupart des communes de la vallée se sont orientées vers l'élevage de vaches laitières. Deux coopératives laitières ont ouvert leurs portes à Saint-Pierre-d'Entremont Savoie et à Entremont-le-Vieux. Dans une moindre mesure il est à noter la présence d'élevages ovins sur la commune.

### Secteur tertiaire
À la fin du XIXe et au début du XXe siècle la plupart des commerces sont regroupés au chef-lieu. À l'époque ils étaient nombreux et diversifiés. On y trouvait des cafés-restaurants (dont un implanté à Saint-Philibert), des boucheries, des boulangeries, des épiceries-merceries, une quincaillerie, et bien d'autres… Quelques devantures de boutiques témoignent encore de ce riche passé. De plus la diversité des services proposés était enrichie par les commerces de Saint-Pierre-d’Entremont Savoie. Il suffisait pour les habitants du côté isérois de traverser le pont franchissant le Guiers pour se rendre dans les échoppes savoyardes et inversement. De nos jours, à la suite de l'exode des populations vers la ville, l’offre est plus limitée et les services proposés moins variés. Mais il est toujours possible de trouver du côté isérois une superette, une crèmerie, une boulangerie-pâtisserie, ainsi que plusieurs cafés, brasseries et restaurants... Le côté savoyard complète l'offre des services disponibles.
Le tourisme
Le tourisme en Chartreuse s'est développé dès le début des années 1900. C'est la commune de Saint-Pierre-de-Chartreuse qui donna l'impulsion en créant en 1905 l'un des premiers syndicats d’initiative de France afin de faire face à la venue de nombreux touristes voulant découvrir le monastère de la Grande Chartreuse. Les communes de Saint-Pierre-d'Entremont Savoie et Isère créèrent leur propre syndicat d'initiative en 1922 et furent rejointes par la commune d'Entremont-le-Vieux en 1934. Le développement du réseau routier dans le massif permettra la mise en place de plusieurs lignes de transport en commun et de correspondance PLM grâce aux services automobiles de la route des Alpes. Puis dans les années 1960 la création de nouvelles stations de ski dans la vallée des Entremonts donna un nouvel élan au village. Entre 1960 et 1961 sont installées des remontées mécaniques au sud de la commune, au Planolet. Le domaine skiable sera ensuite agrandi avec l'ouverture des téléskis du Planolet et des Fraisses. Dans les années 1990, le domaine est relié à celui de Saint-Pierre-de-Chartreuse afin de créer la station de Saint Pierre de Chartreuse/Le Planolet. Au début de la décennie 2010, les téléskis du Planolet et des Fraisses ont été démontés et remplacés par un télésiège qui part du bas de la piste du Gaz et monte jusqu'au sommet de Saint-Pierre-de-Chartreuse, permettant ainsi une parfaite intercommunication entre les 2 stations. De nos jours cette station comporte 35 km de pistes (dont 4 pistes noires, 9 rouges, 5 bleues et 6 vertes) mais comme de nombreuses stations de moyenne montagne celle-ci souffre parfois d'un manque d'enneigement.

## Culture locale et patrimoine

### Lieux et monuments

#### Ruines du château du Gouvernement

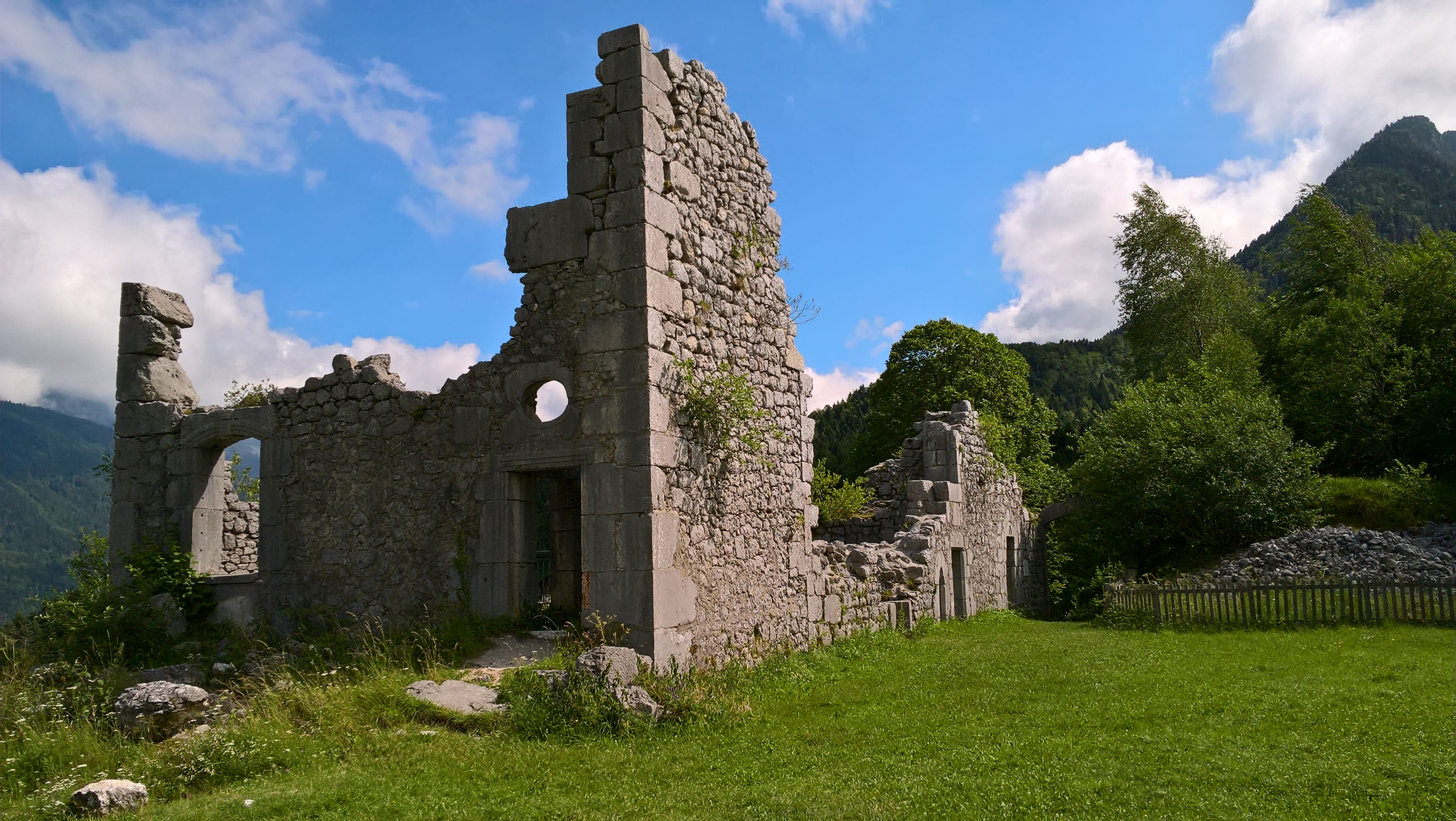
Le château de Montbel.

Le château du Gouvernement appelé aussi château de Saint-Pierre ou Château-Neuf d'Entremont, dit aussi de Montbel fut construit par la famille d'Entremont quelques années après celui d'Entremont dit aussi Montbel ou des Teppaz, situé à Saint-Pierre-d'Entremont (Savoie) et dont les Entremont étaient également propriétaires. Le château du Gouvernement fut fondé entre 1306 et 1339 sur un vaste promontoire formé de plusieurs terrasses dominant les Gorges du Frou. Reconstruit par les Chartreux au XVe siècle, la bâtisse fut ensuite agrandie et remaniée au cours des XVIIIe et XVIIIe siècles. Elle est aujourd'hui à l'état de ruines, labellisé Patrimoine en Isère. Il subsiste les restes d'une tour et du mur d'enceinte.

#### Mairie
L'ancienne mairie de Saint-Pierre-d'Entremont se situe dans le centre du bourg du village. Au niveau architectural rien ne la distingue des habitations voisines. En 2018, elle a été rénovée et restructurée en appartements dans les étages, au-dessus d'un local commercial situé au rez-de-chaussée. Comme il est dit au-dessus le village de Saint-Philibert possédait aussi sa propre mairie qui hébergeait également l’école.
Une nouvelle mairie, incluant une salle de réunions publiques ainsi qu'une salle pour les associations dans son sous-sol, a été construite à la fin du XXe siècle à l'entrée ouest du bourg. Un tout nouveau cabinet médical y a été joint en 2019, formant ainsi un ensemble moderne et fonctionnel.

#### Monument aux morts
Là aussi la commune possède deux exemplaires de ce type de monument, un au niveau du chef-lieu et un à Saint-Philibert. Ces deux mémoriaux se présentent sous la forme de statue, chose assez rare dans le parc naturel de Chartreuse ou la grande majorité de ces monuments sont en forme d’obélisque. Le premier mémorial se situe devant l'église au bourg. Le deuxième se trouve devant le cimetière de Saint-Philibert et représente un poilu en sentinelle. La statue repose sur un piédestal en pierre de taille calcaire orné d’une croix de guerre.

#### Maison forestière
Située au niveau du hameau du Château, cette maison a probablement été construite au début du XXe siècle. Ces maisons réservées aux gardes forestiers apparurent dans le parc de Chartreuse après la Révolution française afin de surveiller les forêts qui étaient exploitées par des pilleurs de bois. À cette époque la forêt qui appartenait aux Chartreux passe sous le contrôle de l'État via son service des Eaux et Forêts. De nos jours la maison sert toujours de logement de fonction pour les agents de l'ONF.

#### Ponts
Plusieurs ouvrages d'art permettent le franchissement du Guiers et de l'Herbetant. Tous sont fabriqués en pierre de taille calcaire. Le cadastre de 1834 montre qu'il existait déjà à l'époque un pont sur le Guiers au niveau du Bourg, mais celui-ci était à l'époque en bois.

#### Fontaines
Chaque hameau possède une ou plusieurs fontaines communales afin d'approvisionner en eau tous les habitants du village. Deux styles de fontaine existent sur la commune. Le plus ancien prend la forme d'une fontaine en dalles de calcaire agrafées. Ce sont de grands bassins datant du milieu du XIXe siècle, on les retrouve sur les lieux-dits des Reys (construction datant de 1862) et du Grand Chenevey. Le deuxième type de fontaine date du début du XXe siècle et a la propriété d'être couvert. La plupart de ces points d'eau fonctionnent encore.

#### Croix de chemins
Une douzaine de croix furent recensées sur le village, dont trois sur le chef-lieu de commune. La plupart furent érigées à la fin du XIXe et au cours du XXe siècle. Parmi ces croix cinq sont en béton, ce sont les plus récentes et elles ne présentent pas le plus grand intérêt artistique et patrimonial. Trois de ces croix sont en fonte, ces dernières sont bien plus remarquables de par leurs décors plus élaborés obtenus par moulage. L'une d'entre elles représente les quatre évangélistes symbolisés par le lion pour Marc, le taureau pour Luc, l'aigle pour Jean et les anges pour Matthieu. Les deux autres représentent respectivement la Passion du Christ et l'Eucharistie. Les matériaux utilisés pour la conception des autres croix sont la pierre de taille, le bois et le fer forgé.

#### Église Saint-Pierre

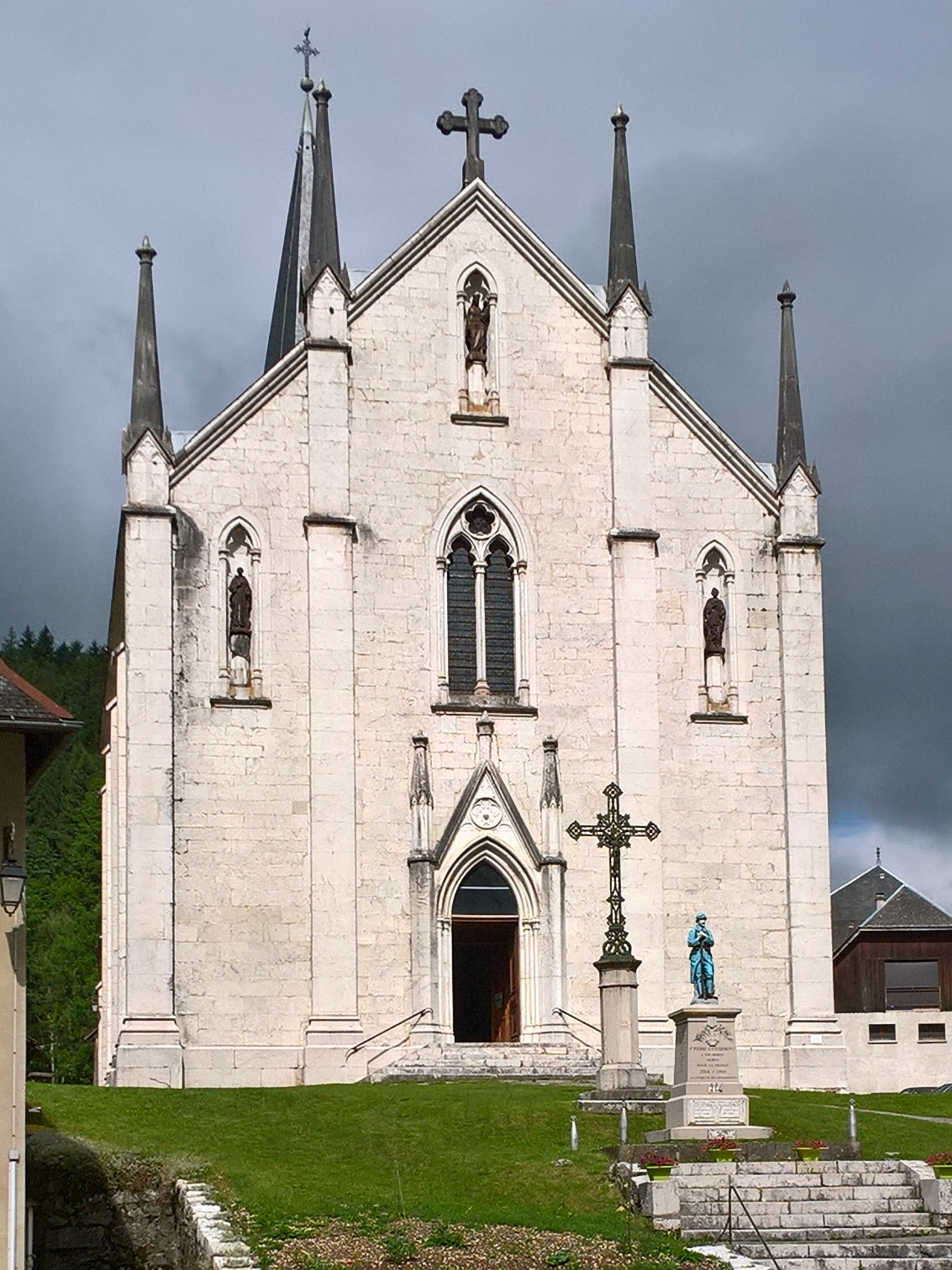
L'église Saint-Pierre.

C'est une construction récente, elle date de 1864 et fut vraisemblablement financée en partie par les Chartreux à la suite de l'érection de Saint-Pierre-d'Entremont (Savoie) au rang de paroisse. À la suite de contraintes liées à l'urbanisme, l'église fut construite le chevet orienté vers l'ouest.

#### Église Saint-Philibert
Église de l'ancienne paroisse Saint-Philibert.

#### Cimetières
Le cimetière paroissial se situe à proximité du bourg et serait installé sur ces lieux depuis le XIXe siècle. Une croix datant du XVIe siècle accueille les personnes venant se recueillir et domine quelques tombes anciennes. Le deuxième cimetière, autrefois paroissial, se trouve donc au hameau de Saint-Philibert. Ce dernier fut établi sur ces lieux à la fin du XIXe siècle et la plupart des stèles qu'il accueille datent de la seconde moitié du XXe siècle.

#### Chapelle Notre-Dame-de-la-Paix
Construite entre 1939 et 1940, sur les hauteurs surplombant les ruines du château du Gouvernement, cette chapelle fut érigée par les habitants de la commune face à l'annonce de la Seconde Guerre mondiale. D'une architecture moderne son entrée est cernée de deux contreforts. Une autre chapelle aurait existé sur la commune. Non loin de la précédente cette chapelle castrale bien plus ancienne, mentionnée dans un pouillé daté de 1497, aurait été érigée dans l'enceinte même du château.

#### Oratoire de Nère-Fontaine
Loin des axes routiers, cet oratoire se trouve sur le chemin menant de la combe des Eparres au col de Bovinant. L'oratoire est posé sur un rocher marqué d'un globe surmonté d’une croix (symbole des Chartreux) qui sert également de borne afin de délimiter le territoire de la Grande Chartreuse.

#### Scieries
Plusieurs scieries fonctionnant grâce à l'énergie hydraulique furent aussi répertoriées sur le village. Elles étaient situées le long de l'Herbetant, de l'Ivernon et du Malissard. L'eau de ces ruisseaux était déviée en amont par des barrages afin de faire tourner des roues ou des turbines qui fournissaient l’énergie nécessaire au fonctionnement des scies. Les premières scieries furent mises en place au cours du XIXe siècle et fonctionnaient exclusivement à la fonte des neiges ou lors des grosses averses. De nos jours il ne reste plus qu'une seule scie en activité. Celle-ci se trouve au hameau du Château et fut construite en 1885. Elle est actionnée par une grande roue métallique verticale à augets.

#### Meuneries
Sept moulins à farine furent dénombrés au total sur la commune selon les époques. Tous ont de nos jours totalement disparu mais il reste de nombreuses traces iconographiques et administratives de ces établissements. Ils étaient installés le long des trois principaux torrents de la commune, le Guiers, l'Herbetant et l'Ivernon afin d'en tirer une énergie hydraulique. Sur une carte des Chartreux sont représentés trois moulins, deux sont placés sur une dérivation de l'Herbetant (moulin du Milieu et du Brachet), le troisième (moulin de la Seytaz) se trouve sur une dérivation de l'Ivernon. Les meules utilisées provenaient de la carrière de Berland située sur le village voisin de Saint-Christophe-sur-Guiers. Quand le grain à moudre venait à manquer, les moulins étaient utilisés pour battre le chanvre ou pour la fabrication d'huile.

#### Ganterie
À partir du XIXe siècle Grenoble devint la « capitale de la ganterie » en France et ses produits s'exportaient dans le monde entier. Les grandes maisons de ganteries grenobloises (Gant Perrin, Maison Jouvin…) fournissaient du travail aux habitants des montagnes afin de leur offrir un complément de revenu. Les hommes des villages se mirent à découper le cuir pendant que les femmes cousaient. Pendant cette époque plusieurs dépositaires s'installèrent dans le village.

#### Tournerie de Saint-Même

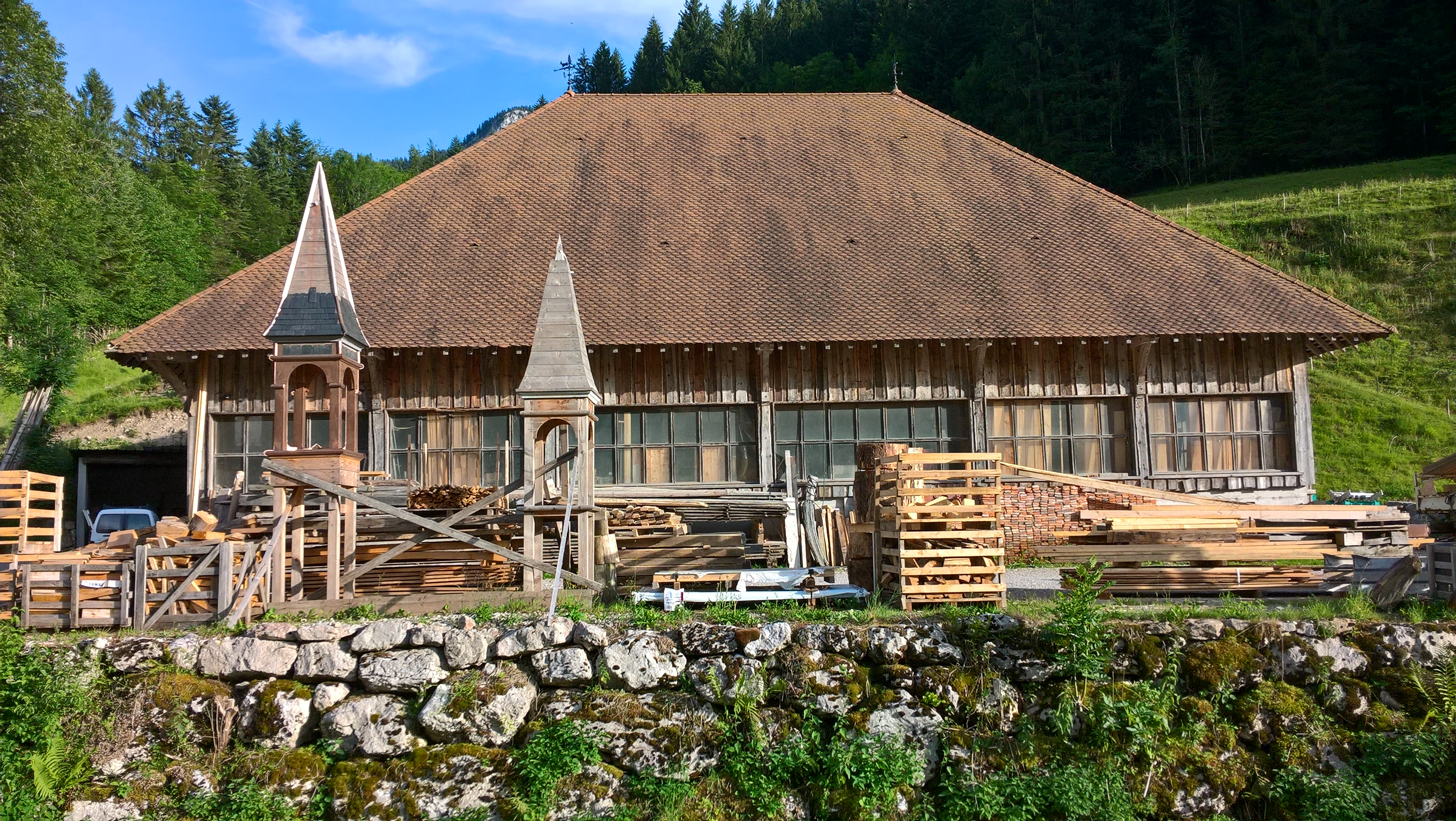
La tournerie de Saint-Même.

L'entreprise créée en 1900 près du hameau de Saint-Même-d'en-bas en Savoie et produisant des étuis pour l'élixir des Chartreux et des gourdes est labellisée Patrimoine en Isère en 2011 puis inscrite à l'inventaire des monuments historiques en 2015.

#### Fours à pain
Ils sont encore visibles au cœur de tous les hameaux du village à l'exception du Bourg, des Cloîtres et des Vassaux où ils ont disparu. Ces fours étaient des éléments de la vie quotidienne des habitants jusqu'à la première moitié du XXe siècle. Ils n'avaient pas tous le même statut, certains appartenaient à tout le hameau (au Petit Chenevey et aux Vassaux), d'autres étaient d'usage collectif mais appartenaient à quelques propriétaires (aux Cloîtres et aux Reys) et d'autres étaient complètement privés (au Bourg, au Petit Chenevey).

#### Habert de Bovinant
Ensemble de constructions utilisé lors de la période estivale lorsque les troupeaux sont montés dans les alpages. Cet ensemble était composé d'une maison pour le berger, qui servait également à la confection des fromages, et d'une dépendance pour la traite des vaches ainsi que pour abriter les animaux malades. De nos jours le habert n'est plus entretenu et la majorité des bâtiments sont en ruines. Non loin de là, la fromagerie du Charmant Som à Saint-Pierre-de-Chartreuse est un exemple d'habert encore en activité.

#### Mines de fer
Elles se situent au niveau de Bovinan, sur les reliefs entre les Roches Rousses et la Dent de l'Ours. Ce terrain fut donné par le seigneur de Beaumont aux Chartreux en 1099 mais de nombreux habitants vinrent exploiter cette ressource, ce qui créa de nombreuses altercations entre les religieux et la population locale jusqu'au XVIe siècle. Plusieurs vestiges attestent de la présence de cette activité minière. À l'entrée de la mine restent des traces d'un ancien bâtiment et d'un four de grillage pour le minerai. Un haut fourneau fut aussi construit à la fin du XVIIe siècle par les Chartreux au niveau des gorges du Frou afin de traiter le minerai de fer extrait à Bovinan. Il est l'unique fourneau de type bergamasque connu dans le Dauphiné. Mais en raison de la qualité médiocre du gisement et de l'éloignement du haut-fourneau de la matière première, ce four fut abandonné en 1726. Aujourd'hui il ne reste que le canal de fuite, ainsi que des pans de mur pour témoigner de la présence de ce four. La mine quant à elle fut redécouverte en 1971 par le spéléo-club de Villeurbanne.

#### Anciennes fortifications
On suppose la présences de mottes castrales  au lieu-dit Châtelard et aux hameaux du Villard et de Saint-Même.

### Patrimoine culturel
- une salle cinéma
- une bibliothèque
- une ludothèque
- une salle de théâtre qui propose six spectacles par an environ

### Patrimoine naturel

Logo du PNR de Chartreuse

La commune se situe au sein du parc naturel régional de Chartreuse (PNR de Chartreuse), afin de protéger cet environnement fragile plusieurs dispositions ont été prises dont des protections réglementaires :
- Classement d'une partie du PNR en réserve naturelle des Hauts de Chartreuse. Cette réserve s'étend sur la partie est du massif de la Chartreuse du Mont Granier au nord, à la Dent de Crolles au sud. Ainsi ce sont 4 423 hectares de la commune de Saint-Pierre-d'Entremont (10,57 % de sa superficie) qui sont compris dans cette zone. Celle-ci fut créée en 1997 afin de contrer des projets d'implantations touristiques dans cette partie du massif. La réserve naturelle a aussi pour but de protéger et gérer ce territoire afin que les diverses activités qui s’y exercent (élevage, exploitation forestière, randonnée…) soient compatibles avec la préservation de la faune, de la flore et du paysage.
- L'intégration de cette réserve naturelle au réseau Natura 2000 est en cours depuis 2002 afin d'obtenir une classification en Site d'Importance Communautaire (SIC). Pour cela la démarche DOCument d'OBjectifs (DOCOB) est entamée sur ce site depuis cette date.
- Deux sites classés sont également présents sur le territoire du village. Les « abords du couvent de la Grande Chartreuse » occupent une surface de 22 hectares (0,66 % du territoire communal) et sont classés depuis le 19 septembre 1985. Les « cascades et grottes du Guiers Vif » sont, quant à elles, classées depuis 1911, mais seulement une toute petite partie de cette zone empiète sur la commune de Saint-Pierre-d'Entremont Isère, la grande majorité de la zone se situant en Savoie.
- Trois sites inscrits complètent cette liste d'espaces protégés présents sur la commune. Il s'agit du « Cirque de Saint-Même » (concerne 0,03 % du territoire communal) classé depuis 1941, complété en 1942 par le « Cirque de Saint-Même et source du Guiers » (1,43 % du territoire communal), et enfin en 1943 un troisième site fut inscrit le lieu-dit « sous le Château » à Saint-Pierre-d'Entremont concernant 0,60 % du territoire communal.

Afin de compléter ces mesures de protection, un inventaire au titre des ZNIEFF a permis de recenser 7 espaces naturels terrestres remarquables sur la commune de Saint-Pierre-d'Entremont :
ZNIEFF de type 1
- Gorges du Guiers Vif et de l’Echaillon : Ce site englobe 6 kilomètres des Gorges du Guiers, de sa source jusqu'au Grand Goulet à Saint-Christophe-sur-Guiers. Cette zone fut répertoriée notamment pour ses nombreuses sources d'eau dure se jetant dans le Guiers et pour ses sous-bois humides occupés notamment par une fougère, la polystic à aiguillons. Cet ensemble est complété par de nombreuses grottes qui abritent au moins 3 espèces de chauves-souris, les petit et grand rhinolophe et la barbastelle.
- Massif du Grand Som, forêt de la Grande Chartreuse : Cette vaste zone qui englobe le grand Som, la Dent de l'Ours et bien d'autres sommets possède un grand intérêt grâce à la variété de ses paysages. De grandes forêts de hêtres et de sapins rencontrent ainsi de vastes espaces de pelouses subalpines. Ces lieux sont propices à la reproduction de grands mammifères européens tels que le cerf élaphe ou le chamois.
- Prairie humide de Préversir : Ce petit espace de 2 hectares héberge notamment une prairie humide à molinie d'une grande richesse biologique. Mais son véritable intérêt est floristique grâce à la présence d'une orchidée de plus en plus menacée, l’epipactis des marais. Une autre espèce d'orchidée menacée est présente sur le site, il s'agit de l'orchis à larges feuilles.
- Prairie humide du Villard : Encore plus petite que la précédente (1,65 hectare) cette zone doit son intérêt à la présence de l'ophioglosse. Cette fougère également appelée « langue de serpent » a profité d'un petit écoulement d'eau au milieu de la prairie pour y élire domicile.
- Église de St-Pierre-d'Entremont : Ce lieu de culte fut recensé en tant que ZNIEFF car il accueille des oreillards roux qui est une espèce de chauve-souris à oreilles démesurées.
- Réserve naturelle des Hauts de Chartreuse

ZNIEFF de type 2
- Massif de la Chartreuse[40]

### Héraldique
|  | Saint-Pierre-d'Entremont (Isère) possède des armoiries dont l'origine et le blasonnement exact ne sont pas disponibles. |